# Стив Ајзерман
Стивен Грегори Ajзерман  (/аɪ З әр м ә Н /; рођен 9. мај, 1965) је бивши канадски професионални хокејаш који је целу своју каријеру у Националној Хокејашкој Лији (NHL) провео у Детроит Ред Вингсима и члан је Хокејашке Куће славних. Након пензионисања као играч, служио је у канцеларији Детроит Ред Вингса, а потом као генерални директор Тампа Беј Лајтнинга, а истовремено је био и извршни директор за репрезентацију Канаде у хокеју на две Олимпијске игре. Тренутно је извршни потпредседник и генерални директор Детроит Ред Вингса.
Пре почетка сезоне 1986-1987, у 21. години, Ајзерман је проглашен капитеном Детроита и непрекидно је служио наредне две деценије (преузимајући дужност капитена на преко 1300 утакмица), завршивши каријеру као капитен са најдужим стажом у било којој екипи у свим главним спортовима на северно-америчком континенту. Након што је проглашен за најпопуларнијег спортисту у историји спорта у Детроиту, локално становништво Ајзермана једноставно називају „Стиви Вај“, „Стиви Вондр“ или „Капитен“. Ајзерман је водио Детроит до пет прволигашких редовних сезона и три првенства Стенли Капа (1997, 1998 и 2002).
Ајзерман је током каријере освојио бројне награде, укључујући награду Лестер Б. Пирсон (најистакнутији играч) у сезони 1988–89, трофеј Кон Смит (најцењенији играч плеј-офа за Стенли Кап) 1998, трофеј Селке као најбољи дефанзивни нападач лиге 2000, Меморијални трофеј Била Мастертона за истрајност у 2003. години. Био је десетоструки НХЛ Ол-Стар, члан првог тима ол-стара у 2000. години и члан Руки тима 1984. године.
Дана 3. јула 2006, Ајзерман се и званично повукао из професионалног хокеја, завршивши каријеру као седми водећи стрелац свих времена у историји НХЛ-а, постигавши 155 поена (65 голова и 90 асистенција) у сезони 1988–89, што је пошто за руком само двојици других хокејаша (Вејн Грецки и Марио Лемју). Ајзерманов дрес број 19 повучен је 2. јануара 2007.године из употребе, током церемоније пре утакмице у Џо Луис Арени у Детроиту. 4. новембра 2008. године убачен је у Канадску спортску кућу славних. Такође је постао почасни члан хокејашке Куће славних 2009. године заједно са његовим колегама из тима из сезоне 2001 — 02. Брета Хала и Лука Робитајла. Ајзерман је 2017. године проглашен једним од „100 најбољих НХЛ играча“ у историји. Он је спортска икона у Детроиту, за кога се увелико сматра да је један од највећих играча свих времена.
Дана 25. септембра 2006, Ајзерман је именован за потпредседника и заменика гувернера Детроит Ред Вингса, освојивши четврто првенство Стенли Купа као извршни директор у периоду 2007–08. У мају 2010. године напустио је организацију Ред Вингс и постао генерални директор Тампа Беј Лајтнинг-а, у том својству био је до септембра 2018. године. Ајзерман је 19. априла 2019. године именован за генералног менаџера Ред Вингса.
Ајзерман је представљао своју земљу на више међународних турнира као члан националног хокејашког тима у Канади. Ајзерман је 2002. године освојио златну олимпијску медаљу, чиме је постао један од ретких играча који је освојио златну олимпијску медаљу и Стенли Куп исте године. Ајзерман је био генерални менаџер тима Канаде за ИИХФ светско првенство у хокеју 2007. године које су освојили. Ајзерман је постављен за извршног директора канадског националног тима 7. октобра 2008, за зимске олимпијске игре 2010. године. Екипа Канаде наставила је освајање златних медаља победом над Сједињеним Америчким Државама. Ајзерман је поново постављен за извршног директора канадског националног тима 5. марта 2012, за зимске олимпијске игре 2014. године. Канада је наставила да побеђује освојивши своју другу златну медаљу после победе над Шведском.

## Играчка каријера

### Ране године
Ајзерман је рођен у Кренбруку, Британска Колумбија. У младости је играо на међународном хокејашком турниру у Квебеку 1977. године са хокејашким тимом из Непеана, Онтарио. Похађао је школу Бел Хај Скул и играо за хокејашки тим Непеан Рајдерс Јуниор А. Након једне сезоне са Рајдерсима, Петерборо Питс из хокејашке лиге Онтарио (ОХЛ) га је изабрао на драфту, и тако је он постао њихов центар од 1981. до 1983.
Драфт за улазак у НХЛ 1983. године био је први за Мајка и Маријану Илич који су купили Детроит Ред Вингсе у лето 1982. Џим Девелано, тадашњи генерални директор Ред Вингса, желео је да изабере Пата ЛаФонтаинеа, који је одрастао тик изван Детроита и играо је свој јуниорски хокеј на том подручју. Међутим, када су Њујорк Ајландерси изабрали ЛаФонтаинеа као трећег на драфту, Девелано се „помирио“ са избором Ајзермана, изабравши га за четвртог.
Ред Вингс су били спремни послати Ајзермана натраг у Петерборо још годину дана, али "после једног тренинг кампа знало се да је сјајан хокејаш", рекао је Кен Холенд, бивши генерални директор Ред Вингс-а који је тада био голман у другој лиги током Ајзерман-овог тренинг кампа. Ајзерман је у својој првој сезони сакупио 39 голова и 87 бодова и завршио на другом месту у гласању за Трофеј Калдер Мемориал. Те сезоне Ајзерман је такође постао први 18-годишњак који је играо у НХЛ Ол-Стар утакмици (18 година, 267 дана) откако је 1969. усвојен тренутни формат. То је трајало као НХЛ рекорд 27 година, све док Џеф Скинер није срушио тај рекорд за осам дана.